# Эйяфьядлайёкюдль
Э́йяфьядлайё́кюдль (исл. Eyjafjallajökull — МФА: [ˈɛɪjaˌfjatl̥aˌjœkʏtl̥]о файле; устар. передача Эйяфьядлайёкудль) — шестой по величине ледник Исландии. Расположен на юге Исландии в 125 км (77 миль) к востоку от Рейкьявика. Под этим ледником (и частью под соседним ледником Мирдальсйёкюдль) находится одноимённый вулкан конической формы.
Высота вершины — 1666 м, площадь ледника составляет около 100 км². Вулканический кратер в диаметре 3—4 км (до 2010 был покрыт ледниками).
Ближайший посёлок Скоугар находится у южного окончания ледника. С ледника берёт начало река Скоугау (исл. Skógá), на которой находится известный водопад Скоугафосс.
Вулкан стал широко известен после извержения в апреле 2010 года, которое прервало авиасообщение в Европе.

## История
Почти двести лет вулкан считали спящим. Периоду сна предшествовало извержение, продолжавшееся около года, с 19 декабря 1821 года до 1 января 1823 года. Оно вызвало угрожающее таяние ледника Эйяфьядлайёкюдль. Сила извержения по шкале VEI — 2 балла, объём тефры — 4⋅106 м³.
Последнее извержение вулкана началось 20 марта 2010 года между 22:30 и 23:30 GMT образованием в восточной части ледника разлома длиной около 500 м. В этот период больших выбросов пепла не регистрировалось. 14 апреля 2010 года произошло усиление извержения с выбросами больших объёмов вулканического пепла (по мнению заместителя директора ИГ РАН по науке Аркадия Тишкова, «то, что поднялось в воздух в Исландии, пока даже не достигло объёма 1 км³»), что привело к закрытию воздушного пространства части Европы 16—20 апреля 2010 года и эпизодическим ограничениям в мае того же года. Оценка интенсивности извержения по шкале VEI — 4 балла.

## Название
Eyjafjallajökull происходит от eyja [ˈɛɪja] — остров, fjall [fjatl̥] — гора и jökull [ˈjœkʏtl̥] — ледник.
По исследованию американских лингвистов, название ледника могут правильно произнести лишь 0,005 % населения Земли. Исландская певица Элиза Гейрсдоттир Ньюман сочинила песенку, помогающую выучить слово Эйяфьядлайёкюдль. Русская транскрипция Э́йяфьядлайёкюдль довольно близко фонетически передаёт произношение названия исл. Eyjafjallajökull.

## Эйяфьядлайёкюдль и Катла
Вулкан Эйяфьядлайёкюдль расположен в 12 км к западу от другого подлёдного вулкана Катла, который является более активным. Извержения Эйяфьядлайёкюдля в 920, 1612, и 1821—1823 годах предшествовали извержению Катлы. Некоторые геофизики Исландии предполагают, что извержения Эйяфьядлайёкюдля в 2010 году могут являться пусковым механизмом для извержения Катлы.

## В массовой культуре
- «Извержение исландского вулкана» (Iceland Volcano Eruption) — документальный фильм National Geographic (2010)
- Вулкан страстей[фр.] — художественный фильм (Франция, 2013), события в котором разворачиваются на фоне знаменитого извержения 2010 года
- «Невероятная жизнь Уолтера Митти» — художественный фильм (США, 2013)
- «AFC Eyjafjallajökull» — любительская команда по футболу в Эстонии[16].
- «FC Eyjafjallajökull» — футбольная команда в Исландии[17][18].